# Julia Sofia Aastrup
Julia Sofia Aastrup (født 30. marts 1998 i Greve, Karlslunde), bedre kendt som Julia Sofia, er en influencer indenfor skønhed- og livsstil på primært YouTube og Instagram. Hun er i følge TV2 en af Danmarks største YouTube-stjerner. I 2014 var Julia og 10 andre youtubere med til at starte aktiviteterne for det nordiske YouTube-reklamefirma, Splay op i Danmark. Hun gik på en folkeskole i Karlslunde. Efter folkeskolen startede hun på Ørestad Gymnasium, men droppede i midten af 2.g og valgte at satse på karrieren som youtuber.

## Karriere
I august 2016 udgav Julia Sofia Aastrup bogen 'Smuk indeni, smuk udenpå', der handler om selvtillid, beauty og skønhedsidealer.
I 2018 udgav Julia Sofia Aastrup bogen 'Min egen største fan' og 6. november 2020 udkommer bogen 'Uperfekt perfekt'.
Den 27. juli 2017 blev det offentliggjort, at Julia Sofia Aastrup skulle deltage i fjortende sæson af Vild med dans til efteråret, sammen med den professionelle danser Frederik Nonnemann.
Hun deltog derudover i Kanal 5 programmet Over Atlanten i 2019 med Anders Lund Madsen, Wafande, Katerina Pitzer, Jesper Vollmer og Kristian von Hornsleth. Hun har desuden medvirket i TV-programmer på både TV 2 og DR, f.eks. lavede hun og en anden ung YouTuber-profil, Rasmus Brohave fra Svendborg, i oktober 2015 indslag og klip i forbindelse med Knæk Cancer kampagnen, Hvem vil være millionær? og GO' Morgen Danmark. Hun har derudover deltaget i programmer som 5. Gear, Fangerne på Fortet mv.
Julia har over 195.000 abonnenter på sin YouTube-kanal og mere end 300.000 følgere på Instagram.
I 2018 blev Julia Sofia nomineret til Zulu Awards 2018 med hendes to YouTube kollegaer Fredrik Trudslev og Morten Mynster, i kategorien ''Årets webstar''. De tre nominerede havde uafhængigt af hinanden sprunget ud på deres YouTube kanal. TV2 Zulu hyldede de tre for deres mod, og nominerede dem til prisen.
Julia Sofia var i september 2018 vært på det store YouTube Award Show, Guldtuben, med kollegaen Rasmus Brohave.

## Filmografi

### Tv og tv-serier
| År   | Titel              | Rolle               | Note(r)                         |
| ---- | ------------------ | ------------------- | ------------------------------- |
| 2016 | Powerpuff Pigerne  | Blis, danske stemme | Dansk version                   |
| 2018 | Guldtuben          | Hende selv / vært   | Vært sammen med Rasmus Brohave. |
| 2020 | Over Atlanten      | Hende selv          | Sæson 2                         |
| 2020 | Fangerne på Fortet | Hende selv          | Program 5                       |
| 2023 | Forræder           | Hende selv / Loyal  | Sæson 1                         |

### Web, video, film & kortfilm
| År   | Title                             | Rolle/Job                              | Note(r)             |
| ---- | --------------------------------- | -------------------------------------- | ------------------- |
| 2018 | Smallfoot                         | Øre-yeti, Hvad-yeti, danske stemme     | Film, dansk version |
| 2018 | Spider-Man: Into the Spider-Verse | Gwen Stacey/Spider-Gwen, danske stemme | Film, dansk version |
| 2018 | Vilde Rolf Smadrer Internettet    | Dani Fernandez, danske stemme          | Film, dansk version |

## Priser og nomineringer
| År   | Pris                | Kategori                 | Resultat  |
| ---- | ------------------- | ------------------------ | --------- |
| 2017 | Kids' Choice Awards | Danmarks Favorit Vlogger | Vundet    |
| 2017 | Zulu Awards         | Åres Webstar             | Nomineret |
| 2018 | Kids' Choice Awards | Danmarks Favorit Vlogger | Vundet    |
| 2018 | Zulu Awards         | Årets Webstar            | Nomineret |
| 2018 | Guldtuben           | Årets SoMe Medie         | Vundet    |